# 日高忠男
日高 忠男（ひだか ただお、1896年（明治29年）1月6日 - 1974年（昭和49年）5月31日）は、日本の医師、政治家。衆議院議員（当選1回）、医学博士。日高央は親戚

## 経歴
島根県邑智郡、後の出羽村（瑞穂町を経て現邑南町）で生まれる。旧制島根県立杵築中学校、旧制第六高等学校を経て、1922年（大正11年）京都帝国大学医学部を卒業。その後、同大学院で研修し、1929年（昭和4年）医学博士を取得した。興仁会病院（浜田市）勤務、浜病院（新宮市）勤務を経て、1931年（昭和6年）松江市で日高医院を開業した。
1947年（昭和22年）島根県医師会長に就任。1952年（昭和27年）10月、第25回衆議院議員総選挙に島根県全県区から自由党から立候補して3位で当選。1953年（昭和28年）第26回衆議院議員総選挙に立候補するも7位に敗れて引退。この選挙では、自由党から日高のほか高橋円三郎、大橋武夫が立候補（いずれも当選）しており乱戦となっていた。
1967年（昭和42年）自由民主党島根県連会長に就任した。
1974年、急性肺炎により松江市の自宅にて死去、78歳。